# Bathytoshia centroura
Bathytoshia centroura é uma espécie de peixe pertencente à família Dasyatidae.
A autoridade científica da espécie é Mitchill, tendo sido descrita no ano de 1815.

## Portugal
Encontra-se presente em Portugal, onde é uma espécie nativa.
O seu nome comum é uge-de-cardas.

## Descrição
Trata-se de uma espécie marinha. Atinge os 200 cm de envergadura, com base de indivíduos de sexo indeterminado.